# Svjetski kup u hokeju na travi za žene 1990.
7. svjetski kup u športu hokeju na travi za žene se održao 1990. u Australiji, u Sydneyu.
Krovna organizacija za ovo natjecanje je bila Međunarodna federacija za hokej na travi.

## Sudionice
Sudjelovalo je dvanaest djevojčadi, pored domaćina Australije, i izabrane djevojčadi iz Nizozemske, Engleske, Argentine, SR Njemačke, Kine, SAD-a, Novog Zelanda, Japana, J. Koreje, Kanade i Španjolske.
Ovo je bilo posljednje natjecanje na kojem je sudjelovala SR Njemačka izabrana vrsta, poslije ovog su Nijemci i Njemice igrali u izabranim vrstama ujedinjene Njemačke.

## Konačna ljestvica
| Mj. | Djevojčad   |
| --- | ----------- |
| 1.  | Nizozemska  |
| 2.  | Australija  |
| 3.  | J. Koreja   |
| 4.  | Engleska    |
| 5.  | Španjolska  |
| 6.  | Kina        |
| 7.  | Novi Zeland |
| 8.  | SR Njemačka |
| 9.  | Argentina   |
| 10. | Kanada      |
| 11. | Japan       |
| 12. | SAD         |

| Svjetske prvakinje 1990. |
| ------------------------ |
| Nizozemska Peti naslov   |